# Bartholomaeus Winterhalder
Bartholomaeus Winterhalder (auch Bartle Winterhalder; * um 1613 oder um 1617 in der „Kalten Herberge“, dem höchstgelegenen Hof in Urach, einem Ortsteil von Vöhrenbach im Schwarzwald; † 3. Juli 1680 in Neukirch (Furtwangen im Schwarzwald)) war ein deutscher Bildhauer des Barock und Stammvater der Bildhauersippe Winterhalder.

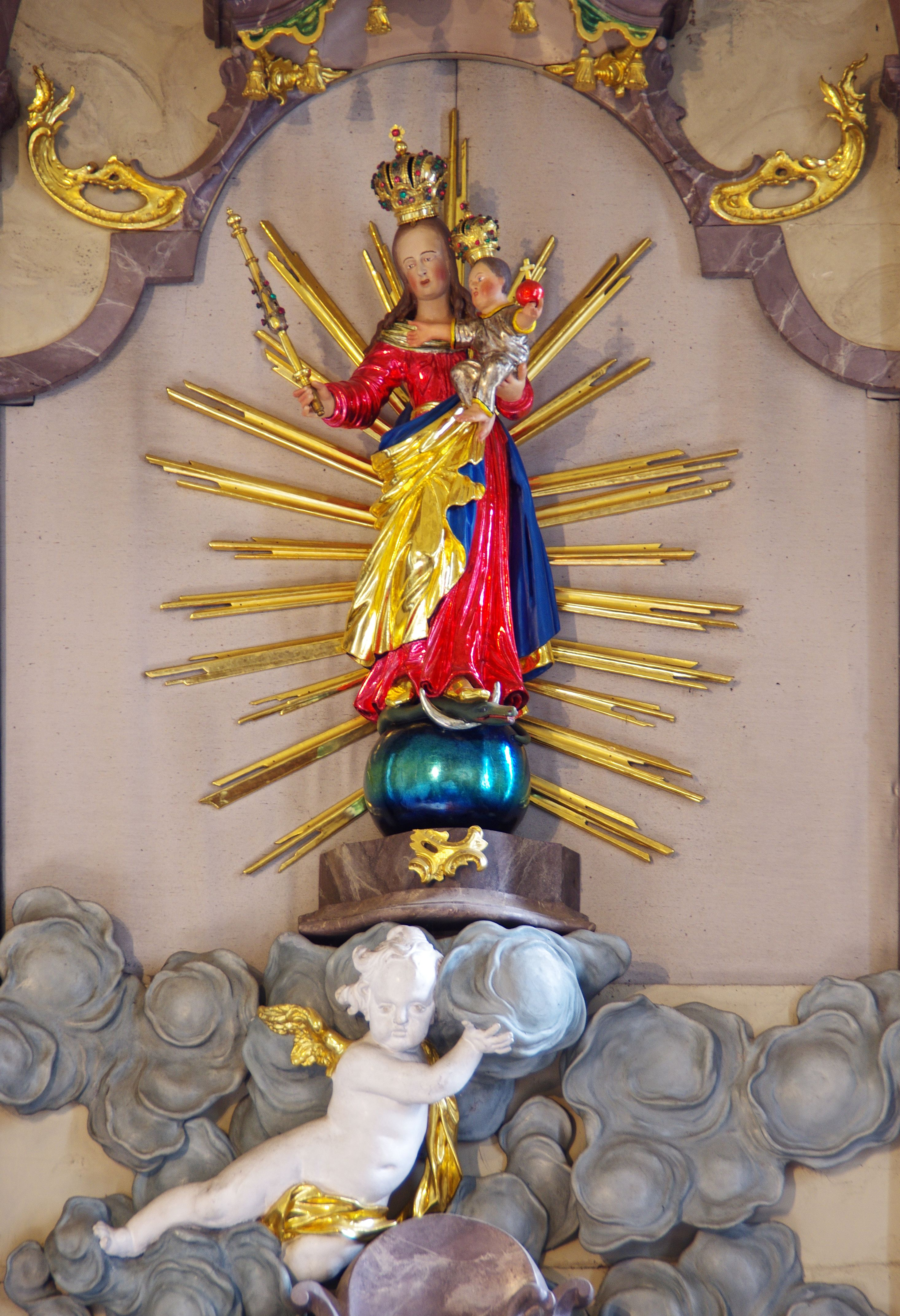
Hochaltar-Madonna in St. Jakobus (Stegen-Eschbach)

## Leben
Er heiratete 1638 Ursula geb. Hummel (1611–1695), die Witwe des Bauern von Oberfallengrundhof in Neukirch, Bartle Valler, der „anno 1636 um Hexerei gerichtet und gefahlt worden“ war. Winterhalder bewirtschaftete den Hof, bis der 1654 vom erbberechtigten Sohn des Bartle Valler, Georg Valler (1624 – nach 1673), übernommen wurde. Auf dem Altenteil konnte sich Winterhalder in der ihm verbleibenden Werkstatt noch mehr als zuvor der Bildschnitzerei widmen. Von seinen acht Kindern wurden zwei Bildhauer, nämlich das zweite, Johann Conrad (1640–1676), und das siebente, Adam (um 1652–1737). Der Hof ging von Georg Valler über einen Bartle Valler und einen Christoph Faller an Georg Faller (1675–1948) über, den Vater des Bildhauers Matthias Faller, der 1732 bei der Heimkehr von der Gesellenwanderung die auf dem Hof noch vorhandene Werkstatt übernahm.

## Werk
Die belegten Werke sind zerstört, doch sind die folgenden Werke erhalten, die ihm mit großer Wahrscheinlichkeit zuzusprechen sind:
- Der ehemalige Altar der St. Wolfgang-Kapelle auf dem Thurnerpass bei St. Märgen. Der Altar befindet sich heute in der Kapelle des zu Breitnau gehörenden Holzhofs.[6]
- Ein heiliger Blasius, eine trauernde Maria und ein heiliger Erasmus in der Blasius- (Bläsi-) Kapelle im Waldkircher Stadtteil Kollnau.[7]
- Das Gnadenbild, eine gekrönte Madonna mit Kind, aus der Lindenberg-Kapelle in St. Peter (Hochschwarzwald), das nach der Zerstörung der Kapelle 1787 schließlich in die Kirche St. Jakobus (Stegen-Eschbach) überführt wurde, wo es heute in Matthias Fallers Hochaltar steht.

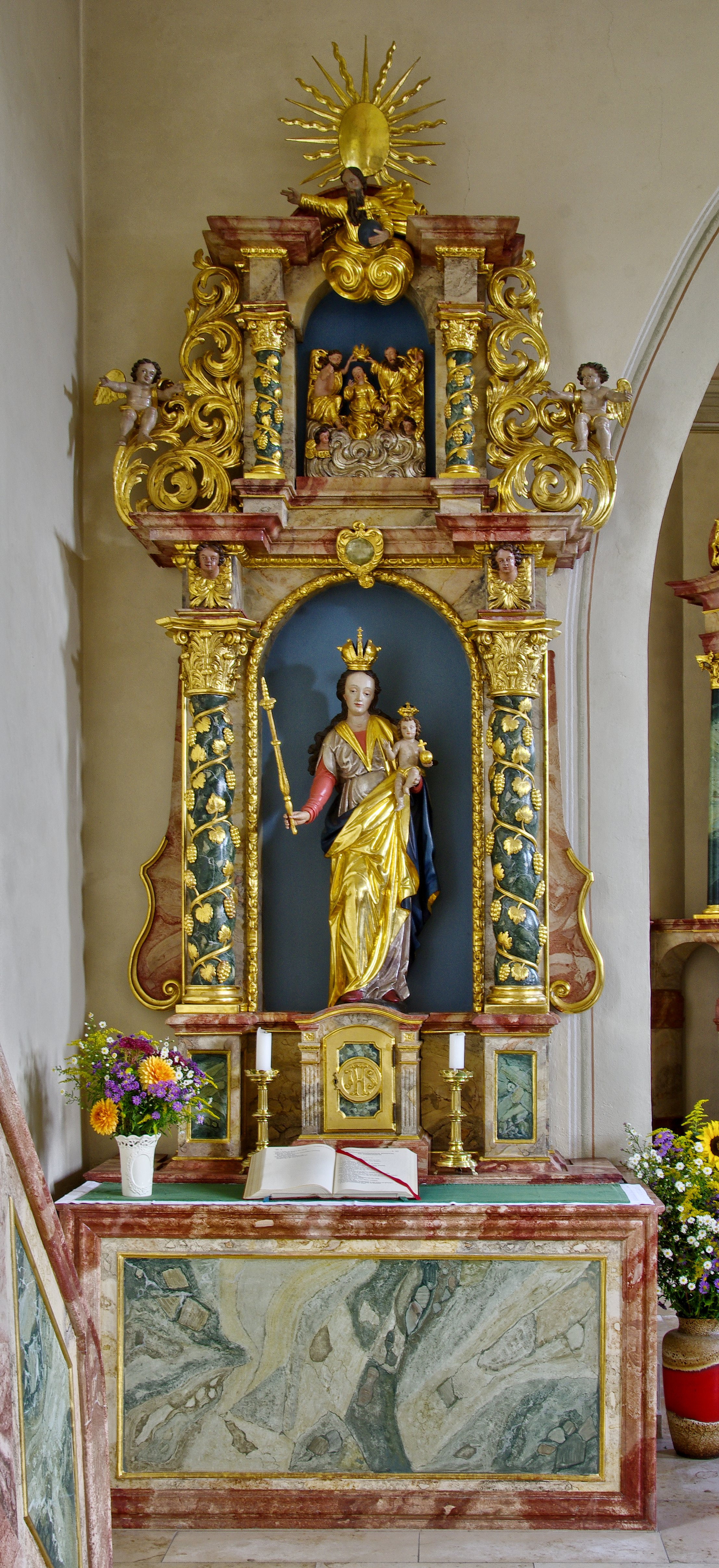
Linker Seitenaltar von St. Nikolaus, Waldau

- Erst 2005 hat Manfred Hermann die Zuschreibungen um Ausstattungsstücke der Pfarrkirche St. Nikolaus in Waldau, einem Ortsteil von Titisee-Neustadt, erweitert, nämlich den Tabernakel des Hochaltars von 1661 und die beiden Seitenaltäre von 1670 und 1675. Die Madonna des Marienaltars „zählt zu den bedeutendsten der Zeit im Schwarzwald überhaupt“.[8] Der heilige Nikolaus des Nikolausaltars steht heute an der linken Langhaus-Wand. Die übrige Ausstattung schuf größtenteils etwa hundert Jahre später Matthias Faller.

## Würdigung
Bartholomäus hatte einen guten Namen als Künstler, denn er wird 1661 „ehrengeachteter und kunstreicher Bildhauer auß der Neukirch“ genannt. Seine Figuren wirken „überzeugend und klar.“ Nachdem der Dreißigjährige Krieg viele Kirchen verwüstet hatte, bot sich ihm ein reiches Betätigungsfeld. So wurde er der „Vater der Bildhauerei im mittleren Schwarzwald“.